# Pembridge Castle

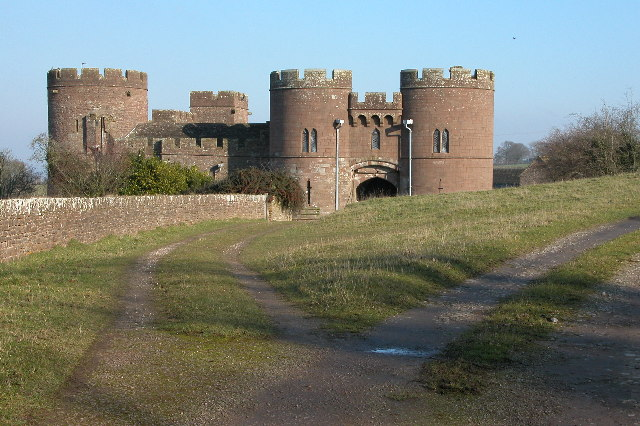
Pembridge Castle

Pembridge Castle, ursprünglich Newland Castle genannt, ist eine Burg etwa 1,6 km nordwestlich des Dorfes Welsh Newton in der englischen Grafschaft Herefordshire. Die ehemalige Grenzfestung zu Wales aus dem späten 12. oder frühen 13. Jahrhundert hat English Heritage als historisches Bauwerk I. Grades gelistet.

## Geschichte
Sie wurde vermutlich vor 1208 auf Geheiß von Maud de St Valery gebaut. Die Burg befindet sich über 40 km entfernt des Dorfes Pembridge. Sie war zunächst Sitz der Familie Pembridge und im 14. und 15. Jahrhundert Sitz der Familien Wakes und Mortimer. Die Kapelle stammt aus dem 16. Jahrhundert und wurde 1644, während des englischen Bürgerkriegs, zerstört. Anfang des 20. Jahrhunderts ließ ein Dr. Hedley Bartlett umfangreiche Restaurierungsarbeiten an der Burg durchführen. Heute befindet sie sich in Privateigentum.

## Beschreibung
Die Burg befindet sich auf einem 36 Meter × 27 Meter großen Stück Land und ist von einem Graben umgeben. Die Mauern wurden aus Werkstein, Sandstein und Bruchstein erbaut. Die Kurtine ist 1,4 Meter dick. Der älteste Teil der Burg ist vermutlich der Donjon, ein vier Stockwerke hoher Rundturm in der Westecke. Der Innendurchmesser des Turms beträgt 7,5 Meter und die Räume im Inneren sind 5 Meter breit.